# 高源寺 (丹波市)
高源寺（こうげんじ）は、兵庫県丹波市にある臨済宗妙心寺派の寺院。山号は瑞巌山。本尊は釈迦如来。もみじ（天目かえで）の寺。円通寺、石龕寺とともに「丹波紅葉三山」の1つとして知られる。

## 歴史
当寺は、正中2年（1325年）に遠谿祖雄（えんけいそゆう）禅師によって開創された臨済宗中峰派の本山である。
遠谿祖雄は嘉元4年（1306年）に元に渡り、杭州の天目山にいる中峰明本（普応国師）に約10年間師事。帰国した後の正中2年（1325年）に霊夢で得た天目山に似た地である「丹波国氷上郡（現・兵庫県丹波市）佐治郷小倉に堂宇を建立する。これが当寺の創建と伝えられる。
翌正中3年（1326年）に後醍醐天皇より「高源寺」の寺名を賜わている。
後に甲斐国（現・山梨県）の天目山栖雲寺を東天目、当寺は西天目と称されるようになった。
永正15年（1518年）には後柏原天皇の勅願所となり、その住職は末代に渡って紫衣を許すとの宣旨を受け、全国に末寺を持つ大本山となる。
戦国時代の天正年間（1573年 - 1592年）には織田信長の命を受けた明智光秀が丹波国に攻め込み、当寺もその戦火を受けて全山焼失している。
享保年間（1716年 - 1736年）の始めに天岩明啓禅師が再興し、寛政11年（1799年）には弘巌玄猊禅師（1747年 - 1821年）が柏原藩の援助を得て多宝塔を建立するなどし、復興した。
文化4年（1807年）5月、光格天皇が再中興の師とされた弘巌玄猊禅師に紫衣を下賜している。
2016年（平成28年）10月に光格天皇から弘巌玄猊禅師に下賜された掛け軸や硯などが、禅師の実家から当寺に寄贈された。

## 境内

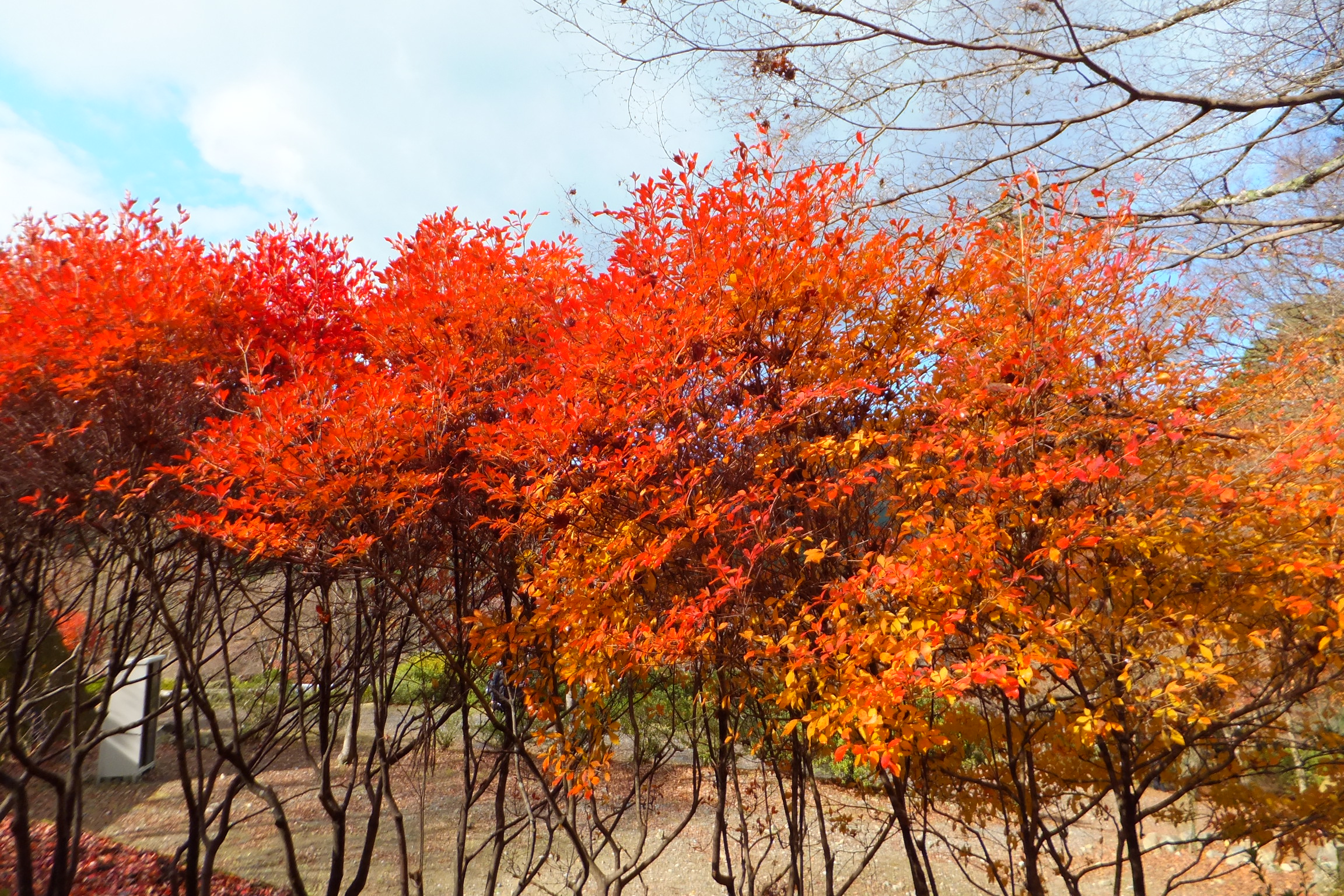
紅葉時の境内

- 仏殿 - 本堂。法王殿とも呼ばれる。享保5年（1720年）頃、天岩明啓禅師による再建。本尊の釈迦如来坐像は天台宗の恵心僧都源信の作と伝えられる[3]。また、如意輪観音像は小野篁の作であるという。
- 天満宮
- 心字池
- 方丈 - 庫裏を兼ねている。弘巌玄猊禅師による再建[3]。
- 鐘楼 - 梵鐘は1947年（昭和22年）12月に鋳造。以前の鐘は太平洋戦争中に金属類回収令によって供出された[3]。
- 多宝塔 - 見た目は三重塔であるが、内部には輪蔵が置かれており経典が納められている[3]。寛政2年（1790年）頃、弘巌玄猊禅師による建立。三国伝来の金仏で、インドの毘須鳩摩の作である開運毘沙門天が祀られている。
- 山門 - 紫鳳楼とも呼ばれる。寛政2年（1790年）頃、弘巌玄猊による再建。二階の天井には弘巌玄猊によって描かれた四天女図と梅花経文図がある[3]。表側の額は伏見宮貞義親王の筆で、裏側の額は朝鮮総督府の雪軒の筆という。
- 丹丘荘
- 総門 - 弘巌玄猊が柏原藩の支援により再建。正面にある額「丹丘勝処（たんきゅうしょうしょ）」は弘巌玄猊の筆[3]。

## 文化財

### 重要文化財
- 絹本著色普応国師像 1幅

### 丹波市指定有形文化財
- 絹本著色妙音弁才天像 1幅
- 絹本著色霊夢弁才天像 1幅
- 紙本墨画十六羅漢像 7幅
- 袈裟 1肩
- 雪巌租欽墨蹟 1幅
- 高峰原妙墨蹟 1幅
- 中峰明本墨蹟 1幅

### 丹波市指定名勝
- 境内

## 前後の札所
関西花の寺二十五霊場
3 金剛院　-　4 高源寺　-　5 高照寺

## 所在地
- 兵庫県丹波市青垣町桧倉514

## アクセス
周辺近隣より
- 兵庫県道7号青垣柏原線の「道の駅あおがき」より車で約10分[4]。

大阪方面より
- 舞鶴若狭自動車道「春日IC/JCT」を経由し、北近畿豊岡自動車道「青垣IC」より車で約10分[4]。

岡山方面より
- 播但連絡道路「和田山IC/JCT」を経由し、北近畿豊岡自動車道「青垣IC」より車で約10分[4]。